# Jambur Labu
Jambur Labu is een bestuurslaag in het regentschap Aceh Timur van de provincie Atjeh, Indonesië. Jambur Labu telt 1936 inwoners (volkstelling 2010).